# Sergiusz Rudkowski
Sergiusz Rudkowski (ur. 18 sierpnia 1873 we wsi Pułganów (Pułhanów) w powiecie Łuckim, zm. wiosną 1944 tamże) – karaimski poeta, pisarz, działacz karaimski, pseudonim Ha-Roddi nawiązuje do wcześniejszej postaci nazwiska rodziny Rudkowskich: Rudy.

## Życiorys
Pochodził z rodziny wołyńskich Karaimów, był synem Zachariasza i Zary z Sinanich.
Był absolwentem szkoły realnej (ros. Reaľnogo Učilišča) w Łucku. Jako działacz społeczny i czynny uczestnik ruchu odnowy języka karaimskiego miał możliwość uczestnictwa w pierwszym Ogólnorosyjskim Zjeździe Karaimów w Eupatorii w 1911 r. w charakterze obserwatora. W r. 1913 założył i redagował rosyjskojęzyczne czasopismo Sabach [tłum.: Poranek], poruszając w nim zagadnienia społeczne Karaimów. Z powodu wojny, ukazał się tylko jeden tom tego czasopisma z datą 1914.
Do rewolucji w 1917 r. pracował jako sekretarz sądu we Włodzimierzu Wołyńskim, skąd, podczas trwania rewolucji, będąc carskim urzędnikiem, był ewakuowany przed wojskami niemieckimi i przebywał przez pewien czas w Kijowie oraz na Krymie. Z tym ostatnim wiązały go także więzi rodzinne; niejednokrotnie odwiedzał Krym przed wybuchem I Wojny Światowej. Po wojnie wjazd na teren Związku Radzieckiego był już utrudniony, toteż podróże te stały się rzadkie.
W 1918 r. powrócił do Łucka i do 1933 r. pracował jako adiunkt kancelaryjny w Izbie Skarbowej. 9 sierpnia 1923 r. ożenił się z Tamarą Majewską, będącą pochodzenia polskiego i rosyjskiego. Był to jeden z pierwszych mieszanych związków małżeńskich wśród Karaimów w Łucku. Ślubu udzielił im p.o. hazzana Mojsej Nowicki.
W latach 1917–1929, gdy nie było w Łucku hazzana (po śmierci Jakuba Leonowicza), Sergiusz Rudkowski rejestrował akty ślubu, urodzeń i zgonu w gminie karaimskiej. Od 23 kwietnia 1922 r. pełnił funkcję prezesa Zarządu Gminy Karaimskiej w Łucku, jednak pismem z dnia 15 sierpnia 1925 r. zrezygnował on z tej funkcji, pisząc: „ze względu swego słabego zdrowia nadal zajmować stanowiska prezesa nie mogę i z dniem dzisiejszym rezygnuję.” Kilka lat później, 10 maja 1931 r. funkcję tę objął raz jeszcze, jednak tym razem na okres zaledwie dwóch i pół miesięcy (do 29 lipca 1931 r.) – i tym razem powodem rezygnacji było pogorszenie stanu zdrowia. W późniejszych latach był on członkiem Zarządu Gminy.
Po przejściu na emeryturę osiedlił się wraz z żoną Tamarą i synami Selimem i Nazimem w Rafałówce (pow. sarneński, ok. 75 km na północny wschód od Łucka).
Wybuch II Wojny Światowej zastał go w Rafałówce. Aby uniknąć wywiezienia przez NKWD na Syberię, kilkakrotnie opuszczał rodzinę, by znaleźć schronienie w Łucku, m.in. w tamtejszym karaimskim domu gminnym. Chcąc uniknąć przejęcia swych rękopisów przez osoby niepowołane, na początku 1940 r. większość z nich spalił, w tym także będący na ukończeniu słownik karaimsko-polsko-niemiecki. W późniejszym okresie, po ataku III Rzeszy na Związek Radziecki latem 1941 r., gdy terror Sowietów nieco zelżał, Sergiusz Rudkowski zaczął ponownie spisywać część swych dzieł. W 1942 r. stracił syna, Selima, który został zamordowany prawdopodobnie przez tzw. banderowców. W 1943 r. wrócił wraz z rodziną do Łucka. Zmarł wiosną 1944 r. W 1945 rodzina Rudkowskich emigrowała do Polski.
Na co dzień posługiwał się trzema językami: karaimskim, polskim i rosyjskim. W domu, jako że żona, Tamara, karaimskiego nie znała, jedynie polskim i rosyjskim. Dobrze znał także języki ukraiński i niemiecki, biernie zaś hebrajski i turecki.
Jego prawnukiem jest Michał Németh, turkolog i hungarysta, profesor nauk humanistycznych w dyscyplinie językoznawstwo pracujący na Uniwersytecie Jagiellońskim.

## Działalność literacka
Był autorem zajmującym się przede wszystkim poezją. Oprócz wierszy napisał także kilka broszur, wspomnień, podań historycznych i utworów scenicznych w języku karaimskim, a także broszurę w języku polskim wydaną w Łucku w 1932 r. pt. Krwawe echo Humania na Wołyniu (Rzeź Kotowska 1768 r.). Jego autorstwa był również fragment prozy w języku rosyjskim V” Evpatoriu i obratno... Łącznie Sergiusz Rudkowski opublikował po karaimsku (według stanu wiedzy) 22 pozycje, a dalszych 12 wierszy pozostaje w rękopisie.

## Najważniejsze prace karaimskie S. Rudkowskiego
- Tezgieninde [tłum. Gdy oczekiwał], wiersz, opublikowany w czasopiśmie „Myśl Karaimska” 1 (1928/4-5), s. 34
- Indew [tłum. Odezwa], wiersz, opublikowany w czasopiśmie „Karaj Awazy” 1 (1931), s. 21; trzecia i czwarta zwrotka wiersza została przedrukowana w broszurce Łuwachłar dert jiłha [tłum. Kalendarz na cztery lata], Łuck 1932, s. 3
- Bijen uwłum [tłum. Ciesz się, synu], wiersz, opublikowany w „Karaj Awazy” 2 (1931), s. 37
- Dostłar. Satyr kotarmak tirlikten jizip-ałhan [oryginalne tłum. Przyjaciele. Wesoły szkic z życia ujęty], utwór sceniczny, Drukarnia Ekspres, Łuck 1931 (ss. 8)
- Korutkan dżuwaherłer [tłum. Ochronione diamenty], artykuł, opublikowany w: „Karaj Awazy” 2 (1931), s. 19–20
- Nece sez bizin kutułmahymyz icin [tłum. Kilka słów o naszym ocaleniu], artykuł, opublikowany w „Karaj Awazy” 1 (1931), s. 14–16
- Ałyn iśke [tłum. Weź się do pracy], wiersz, opublikowany w Łuwachłar dert jiłha, Łuck 1932, s. 3
- Kys karsyna [tłum. Naprzeciw zimy], wiersz, opublikowany w Łuwachłar dert jiłha, Łuck 1932, s. 13
- Jasły tensemek [tłum. Smutne rozważania], wiersz, opublikowany w „Karaj Awazy” 3 (1932/1), s. 15
- Kisencłer [tłum. Pragnienia], wiersz, opublikowany w „Karaj Awazy” 4 (1932/2), s. 14
- Ułhaj uwłum! [tłum. Rośnij, mój synu!], wiersz, opublikowany w „Karaj Awazy” 5 (1932/3), s. 22–23
- Muzhuł tergiewłer [tłum. Smutne dociekania], wiersz, opublikowany w „Karaj Awazy” 6 (1933), s. 19
- Tutuwłanmahy Karajłarnyn Łuckada (sahync) [tłum. Osiedlenie się Karaimów w Łucku (wspomnienie)], broszura, Łuck 1933
- Kart Łucka [tłum. Dawny Łuck], esej, opublikowany w „Karaj Awazy” 8 (1935), s. 14–18
- Kart Łucka [tłum. Dawny Łuck], esej, opublikowany w „Karaj Awazy” 9 (1936), s. 12–15
- Aleksander Firkowicz (sahyncłar) [tłum. Aleksander Firkowicz (wspomnienia)], wspomnienia, opublikowane w „Karaj Awazy” 9 (1936), s. 22
- Machtaw Karajłarha [tłum. Błogosławieństwo Karaimom], wiersz, opublikowany w „Karaj Awazy” 10 (1936), s. 8
- Istepłer [tłum. Stepy], wiersz, opublikowany w „Karaj Awazy” 11 (1937), s. 21
- Maci kyryłady... [tłum. Kot zdechł...], wiersz, opublikowany w „Karaj Awazy” 12 (1938), s. 5
- Sormakłar da karuwłar [tłum. Pytania i odpowiedzi], wiersz, opublikowany w „Karaj Awazy” 12 (1938), s. 5
- Dostłar (II Ïlisi). Caja kotarmak caja ucurłaricin [oryginalne tłum. Przyjaciele, cz. II. Humorystyczny szkic o wesołych przygodach], utwór sceniczny, Wydrukowano kosztem ofiarnego Pana Michała Nowickiego, Łuck 1939, s. 17
- Ezen kyryjinda = Na brzegu rzeki, wiersz wraz z tłumaczeniem filologicznym na język polski M. Németha w „Awazymyz” 14 (2006/3)